# Майорчук Мирослава
Мирослава Майорчук (у шлюбі Альохіна; 24 квітня 1955, Львів — 23 або 24 червня 1999, Київ) — українська мистецтвознавиця і журналістка. Писала під псевдонімом Мар'яна Чорна. Відома своїми гострими публікаціями на суспільно-політичні теми. Загинула за нез'ясованих обставин (офіційна версія — самогубство).

## Життєпис
Народилась у Львові. За походженням караїмка і українка. 1972 року зробила невдалу спробу вступити до Всеросійського державного інституту кінематографії. Закінчила Львівський державний інститут прикладного і декоративного мистецтва і здобула спеціальність мистецтвознавця.
Наприкінці 1980-х років працювала заступницею директора Львівського музею українського мистецтва.
1990 — у співавторстві з Наталією Космолінською почала публікувати в газеті «Ратуша» (Львів) мистецтвознавчі статті (авторки виступали під псевдонімами «Мар'яна Чорна» та «Мар'яна Руда»).
1992 — почала працювати в газеті «Post-Поступ». Спеціалізувалася на політичній і економічній тематиці. Зокрема, у 1992—1993 роках кілька разів відвідала Придністров'я й опублікувала матеріали про Придністровський конфлікт.
На початку 1990-х рр. — член УРП.
У середині 1990-х одружилася зі львівським біологом Олегом Альохіним.
Влітку 1995 року Мирослава Майорчук стала однією із засновниць і головною редакторкою газети «Формула Поступу» (Львів). Відзначалася великою працьовитістю й працездатністю. Газета виходила до середини січня 1996-го.
Взимку 1996 перейшла на роботу на телеканал СТБ (Київ). Восени 1998 керувала службою новин телеканалу, потім очолювала аналітичний відділ. Була в числі тих, хто створили телепроєкт «Сектор тіні», відомий гострими матеріалами про корупцію. У 1999 працювала над мегапроєктом «Вибори-99», готувала аналітичні матеріали для програми «Право вибирати».
У четвер 24 червня 1999, о 15:30 у квартирі, яку вона винаймала, її знайшли в зашморгу. Світло в помешканні горіло, вочевидь, з вечора. В останні дні перед трагедією журналістка не раз говорила колегам, що на неї чинили тиск, телефонували якісь люди, погрожували, пропонували перейти на роботу в інше місце, обіцяли за це великі суми, називали прізвища відомих політиків, у чиїй команді її хотіли б бачити. Офіційна версія працівників міліції — самогубство через повішення. Мар'яна Чорна залишила посмертну записку та декілька листів (деякі уривки тоді були опубліковані в газеті «Киевские ведомости»).
Похована у Львові — поруч із матір'ю, що померла за рік до того.